# Pierre-Alexandre Parenteau
Pierre-Alexandre Parenteau (född 24 mars 1983) är en kanadensisk före detta professionell ishockeyforward.
Under sin karriär spelade han bl.a. för Avtomobilist Yekaterinburg i KHL, Nashville Predators,  New Jersey Devils, Toronto Maple Leafs, Montreal Canadiens, Colorado Avalanche, New York Islanders, New York Rangers och Chicago Blackhawks i NHL och Hartford Wolf Pack, Norfolk Admirals, Portland Pirates och Cincinnati Mighty Ducks i AHL.

## NHL-karriär

### Anaheim Mighty Ducks
Parenteau draftades av Anaheim Mighty Ducks i den 9:e rundan, 264:e totalt, i NHL-draften 2001.

### Chicago Blackhawks
Parenteau gjorde sin NHL-debut under säsongen 2006-07 med Blackhawks och spelade fem matcher.

### New York Rangers
Den 11 oktober 2007 blev Parenteau trejdad till New York Rangers i utbyte mot ett draftval i den sjunde omgången 2008.
Säsongen 2009-10, efter att ha startat säsongen med AHL-laget, Hartford Wolf Pack, var Parenteau återkallas och gjorde sitt första NHL-mål i sin första match med Rangers mot Dwayne Roloson i New York Islanders den 28 oktober 2009. Parenteau stod för 8 poäng på 22 matcher under säsongen 2009–10.

### New York Islanders
Efter säsongen blev han free agent och värvades till New York Islanders på ett ettårskontrakt den 2 juli 2010.
2010-11 fick Pareanteau nu för första gången i sin karriär chansen att på allvar slå sig in i NHL vilken han förvaltade. Han spelade ofta under säsongen i samma kedja som John Tavares och Matt Moulson vilket resulterade i 53 poäng på 81 matcher.
Med ambitionen att bygga vidare på sin lyckade säsong följde Parenteau upp sin framgång säsongen 2011-12, producerade han 49 assist och 67 poäng till slut som var tredje bäst i Islanders.

### Colorado Avalanche
Den 1 juli 2012 tecknade Parenteau som free agent, ett fyraårskontrakt med Colorado Avalanche. I och med NHL-strejken 2012 kom det första målet i Avalanche att dröja till 22 januari 2013 då Parenteau gjorde ett av Avalanche mål när laget besegrade Los Angeles Kings på hemmaplan.

### Montreal Canadiens
Efter två säsonger i Avalanche blev han tradad till Montreal Canadiens den 30 juni 2014. Det blev bara en säsong med 56 matcher och 22 poäng som facit i Canadiens innan han blev utköpt av klubben den 28 juni 2015.

### Toronto Maple Leafs
Som free agent skrev han några dagar senare, den 1 juli 2015, på ett ettårskontrakt med Toronto Maple Leafs. Under säsongen 2015–16 gjorde han 41 poäng på 77 matcher men fick inte förlängt förtroende med klubben.

### New York Islanders
Istället skrev han på nytt som free agent på ett ettårskontrakt med sin gamla klubb New York Islanders den 2 juli 2016.

### New Jersey Devils
Dagen innan första matchen för säsongen, 11 oktober 2016, blev han dock satt på waivers av Islanders för att skickas till AHL. Då passade New Jersey Devils på att plocka honom.

### Nashville Predators
Det blev 59 matcher och 27 poäng med Devils innan han byttes till Nashville Predators vid trade deadline den 28 februari 2017 i utbyte mot ett draftval i sjätte rundan 2017.
Han gjorde 8 matcher och 1 poäng under avslutningen av grundserien 2016–17, och gick poänglös i 5 matcher i slutspelet när Predators gick till Stanley Cup-final.

## KHL

### Avtomobilist Yekaterinburg
Det blev inget nytt kontrakt i NHL för Parenteau, istället skrev han på för Avtomobilist Yekaterinburg i KHL den 1 november 2017.

## Pension
Efter en säsong i KHL meddelade han den 14 juni 2018 att han avslutar karriären.

## Statistik

### Klubbkarriär
| 2000–01    | Moncton Wildcats           | QMJHL      | 45  | 10  | 19  | 29  | 38  | —  | — | —  | —  | —  |
| 2000–01    | Chicoutimi Saguenéens      | QMJHL      | 28  | 10  | 13  | 23  | 14  | 7  | 4 | 7  | 11 | 2  |
| 2001–02    | Chicoutimi Saguenéens      | QMJHL      | 68  | 51  | 67  | 118 | 120 | 4  | 3 | 1  | 4  | 10 |
| 2002–03    | Chicoutimi Saguenéens      | QMJHL      | 31  | 20  | 35  | 55  | 56  | —  | — | —  | —  | —  |
| 2002–03    | Sherbrooke Castors         | QMJHL      | 28  | 13  | 35  | 48  | 84  | 12 | 8 | 11 | 19 | 6  |
| 2003–04    | Cincinnati Mighty Ducks    | AHL        | 66  | 14  | 16  | 30  | 20  | 7  | 1 | 2  | 3  | 6  |
| 2004–05    | Cincinnati Mighty Ducks    | AHL        | 76  | 17  | 24  | 41  | 58  | 9  | 2 | 0  | 2  | 8  |
| 2005–06    | Augusta Lynx               | ECHL       | 2   | 0   | 1   | 1   | 0   | —  | — | —  | —  | —  |
| 2005–06    | Portland Pirates           | AHL        | 56  | 22  | 27  | 49  | 42  | 19 | 5 | 17 | 22 | 24 |
| 2006–07    | Portland Pirates           | AHL        | 28  | 15  | 13  | 28  | 35  | —  | — | —  | —  | —  |
| 2006–07    | Norfolk Admirals           | AHL        | 40  | 15  | 36  | 51  | 12  | 6  | 2 | 1  | 3  | 2  |
| 2006–07    | Chicago Blackhawks         | NHL        | 5   | 0   | 1   | 1   | 2   | —  | — | —  | —  | —  |
| 2007–08    | Hartford Wolf Pack         | AHL        | 75  | 34  | 47  | 81  | 81  | 5  | 3 | 2  | 5  | 13 |
| 2008–09    | Hartford Wolf Pack         | AHL        | 74  | 29  | 49  | 78  | 142 | —  | — | —  | —  | —  |
| 2009–10    | Hartford Wolf Pack         | AHL        | 35  | 20  | 25  | 45  | 63  | —  | — | —  | —  | —  |
| 2009–10    | New York Rangers           | NHL        | 22  | 3   | 5   | 8   | 4   | —  | — | —  | —  | —  |
| 2010–11    | New York Islanders         | NHL        | 81  | 20  | 33  | 53  | 46  | —  | — | —  | —  | —  |
| 2011–12    | New York Islanders         | NHL        | 80  | 18  | 49  | 67  | 89  | —  | — | —  | —  | —  |
| 2012–13    | Colorado Avalanche         | NHL        | 48  | 18  | 25  | 43  | 38  | —  | — | —  | —  | —  |
| 2013–14    | Colorado Avalanche         | NHL        | 55  | 14  | 19  | 33  | 30  | 7  | 1 | 2  | 3  | 2  |
| 2014–15    | Montreal Canadiens         | NHL        | 56  | 8   | 14  | 22  | 30  | 8  | 1 | 1  | 2  | 2  |
| 2015–16    | Toronto Maple Leafs        | NHL        | 77  | 20  | 21  | 41  | 68  | —  | — | —  | —  | —  |
| 2016–17    | New Jersey Devils          | NHL        | 59  | 13  | 14  | 27  | 35  | —  | — | —  | —  | —  |
| 2016–17    | Nashville Predators        | NHL        | 8   | 0   | 1   | 1   | 0   | 5  | 0 | 0  | 0  | 0  |
| 2017–18    | Avtomobilist Yekaterinburg | KHL        | 20  | 3   | 10  | 13  | 4   | 5  | 0 | 1  | 1  | 2  |
| NHL totalt | NHL totalt                 | NHL totalt | 491 | 114 | 182 | 296 | 342 | 20 | 2 | 3  | 5  | 4  |
| KHL totalt | KHL totalt                 | KHL totalt | 20  | 3   | 10  | 13  | 4   | 5  | 0 | 1  | 1  | 2  |

### Internationellt
| År            | Lag           | Turnering     |               | Matcher | Mål | Assist | Poäng | Utv |
| ------------- | ------------- | ------------- | ------------- | ------- | --- | ------ | ----- | --- |
| 2003          | Kanada        | JVM           | 6             | 4       | 3   | 7      | 2     |     |
| Junior totalt | Junior totalt | Junior totalt | Junior totalt | 6       | 4   | 3      | 7     | 2   |